# ترینیتی (کارولینای شمالی)
ترینیتی (به انگلیسی: Trinity) شهری در ایالت کارولینای شمالی کشور ایالات متحده آمریکا است که جمعیت آن در سرشماری سال ۲۰۱۰ میلادی، 6610نفر بوده‌است.